# کریشسانوویتسه
کریشسانوویتسه (به چکی: Křišťanovice) یک منطقهٔ مسکونی در جمهوری چک است که در شهرستان برونتال واقع شده‌است. کریشسانوویتسه ۱۶٫۲۱ کیلومتر مربع مساحت و ۲۷۲ نفر جمعیت دارد و ۶۰۵ متر بالاتر از سطح دریا واقع شده‌است.